# Love to Love You, Donna Summer
Love to Love You, Donna Summer es un documental estadounidense del año 2023 dirigido por Roger Ross Williams y Brooklyn Sudano. Como su título indica, narra la vida y carrera de la fallecida cantante Donna Summer. Su estreno mundial fue el 17 de febrebro de 2023 durante el Festival Internacional de Cine de Berlín. Posteriormente fue lanzado en la plataforma de streaming Max el 20 de mayo del mismo año.

## Producción
Brooklyn Sudano quiso hacer un documental sobre su madre, Donna Summer, al darse cuenta de que habían aspectos de ella que el público desconocía. Roger Ross Williams también deseaba dirigir un documental sobre Summer. Mientras discutía un potencial proyecto con Julie Goldman, esta los conectó a ambos. Williams y Sudano no pretendían que la película se concentrara solo en lo positivo, sino que también mostrara las dificultades que la cantante experimentó durante su vida. 
El dúo optó por utilizar la voz de la propia Summer narrando su historia, ya que había grabado cintas de audio para su libro autobiográfico Ordinary Girl del año 2003.
En diciembre de 2021, Polygram Entertainment dio luz verde al proyecto, anunciando a Roger Ross Williams y Brooklyn Sudano como directores del largometraje.